# ميرني (جمهورية ساخا)
ميرني، ياقوتيا (بالروسية: Мирный) هي إحدى مدن روسيا في الكيان الفدرالي الروسي ياقوتيا.

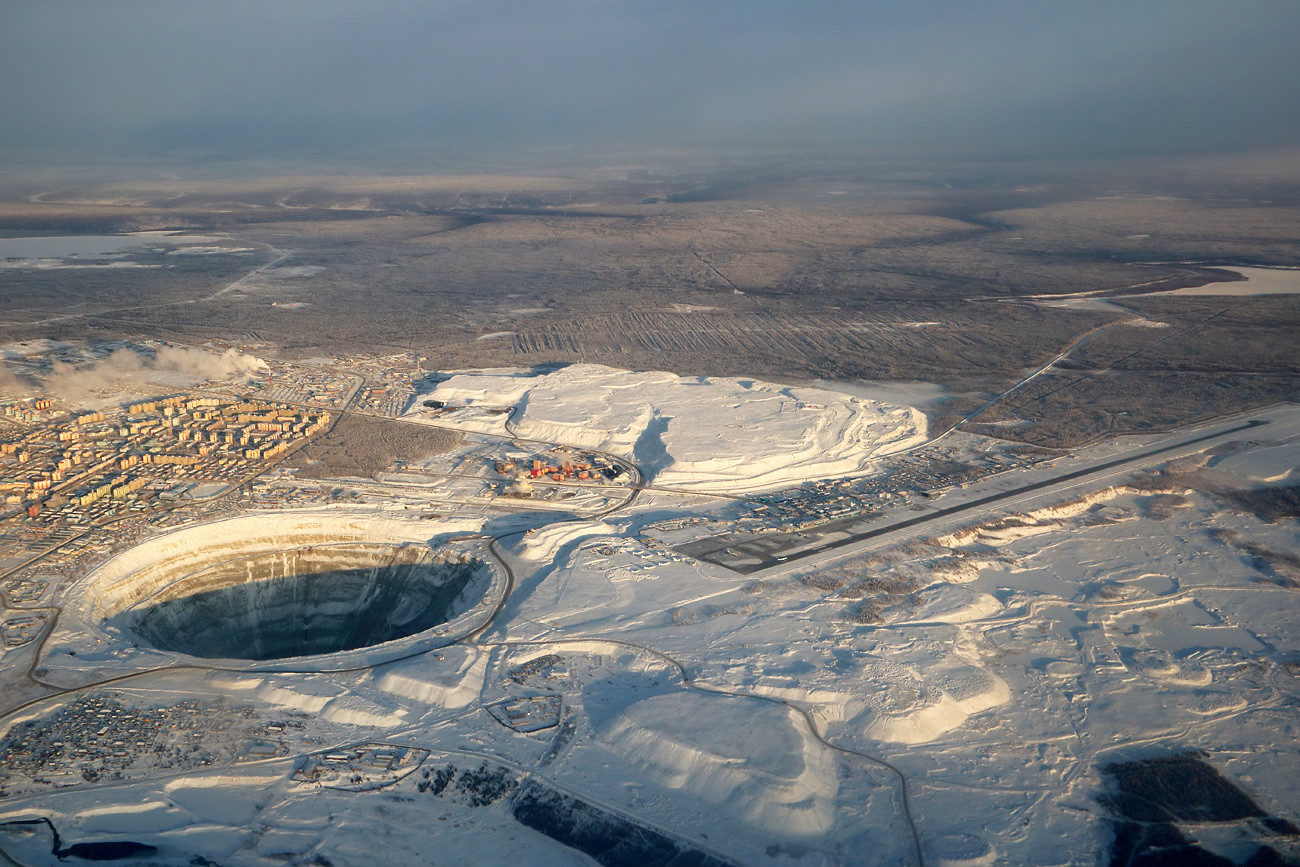
صورة للمدينة تظهر المنجم المحاذي لها.